# 久保美津郎
久保美津郎 （日语：くば ミツロウ，1975年9月19日—），本名久保美津子，日本的女性漫画家 。生于长崎县佐世保市 。

## 經歷
高中時期在地方的小型同人會上發表自己的原創作品。高三時，投稿《Nakayoshi》，獲银奖。毕业后，一面打工，一面以成为漫画家参加福冈县中吉漫画学校。其後，投稿作品廣受好評，久保獲田中政志邀請前往東京。原計畫以田中為原作、久保作畫，在『少女フレンド』、《MiMi》上連載，但未果。感到力有未逮的久保便在編輯的邀請下改任吉田真由美的助手。
1996年 ，擔任助手的第一年，在《MiMi》獲得短篇委託，以《しあわせ5はん》出道，當時的筆名為本名的「久保美津子」。然而，《MiMi》不久停刊，隨后轉到《Kiss》，因不擅長戀愛故事的分鏡而苦惱著。此時，《MiMi》的前编辑要求下，在《周刊少年杂志 》上以男公關俱樂部為主題，連載《3.3.7應援男》，此亦為首次在少年雜誌上連載 。此後，以「久保美津郎」為笔名发表作品。
2008年起，在《Evening》上连载的《草食男之桃花期》於2010年成为电视剧。該作广受好评，于2011年翻拍成电影。
近年来，除了繼續漫画工作，偶而也參加其他工作，例如脱口秀，广播等。
2017年，为纪念漫畫生涯20周年，举办了原画展「久保美津郎展」。

## 作品列表

### 系列作品
- しあわせ5はん（原作：美春羽里）
- やすらぎタレント安藤君物語 くらげ（原作：森浩美）
- 3.3.7應援男!
- 特殊救難隊
- 草食男之桃花期
- Again!再一次

### 單篇作品
- 幸子の夢はいつひらく?
- リンダリンダ
- モテキ ガールズサイド

### 動畫原案
《YURI!!! on ICE》(2016）：原案

## 外部連結
- 久保ミツロウ (@kubomitsurou) - Twitter （页面存档备份，存于）
- 久保ミツロウユーリ専用アカウント (@kubo__yuri) - Twitter （页面存档备份，存于）

## 腳註
1. ↑  “著者紹介” （页面存档备份，存于）. イブニングCK (講談社) 2010年9月21日閲覧。
2. 1 2 3 4  “久保ミツロウ先生インタビュー/2008年4月号 （页面存档备份，存于）”. 日本漫画学院（日语：通信教育#民間企業による通信講座）. (2008年) 2010年9月21日閲覧。
3. ↑  『mimi』（講談社）1996年11月号　原作：美春羽里
4. ↑  イブニングの紹介 （页面存档备份，存于）より
5. ↑  . www.kubomitsurou-ten.com.   [2020-04-08]. （原始内容存档于2020-10-18）.